# Ceutorhynchus parvulus
Ceutorhynchus parvulus är en skalbaggsart som beskrevs av Brisout de Barneville 1869. Ceutorhynchus parvulus ingår i släktet Ceutorhynchus, och familjen vivlar. Arten har ej påträffats i Sverige.